# Badhni Kalan
Badhni Kalan é uma cidade e uma nagar panchayat no distrito de Moga, no estado indiano de Punjab.

## Demografia
Segundo o censo de 2001, Badhni Kalan tinha uma população de 6373 habitantes. Os indivíduos do sexo masculino constituem 52% da população e os do sexo feminino 48%. Badhni Kalan tem uma taxa de literacia de 58%, inferior à média nacional de 59.5%; com 53% para o sexo masculino e 47% para o sexo feminino. 11% da população está abaixo dos 6 anos de idade.